# Markermeer
El Markermeer (en neerlandés lago de Marken) es un lago artificial de unos 700 km² ganado al mar localizado en el centro de los Países Bajos. Su profundidad varía entre 3 y 4 metros. Su nombre proviene del nombre de la antigua isla de Marken, que ahora está conectado a Holanda Septentrional por un dique.

## Geografía

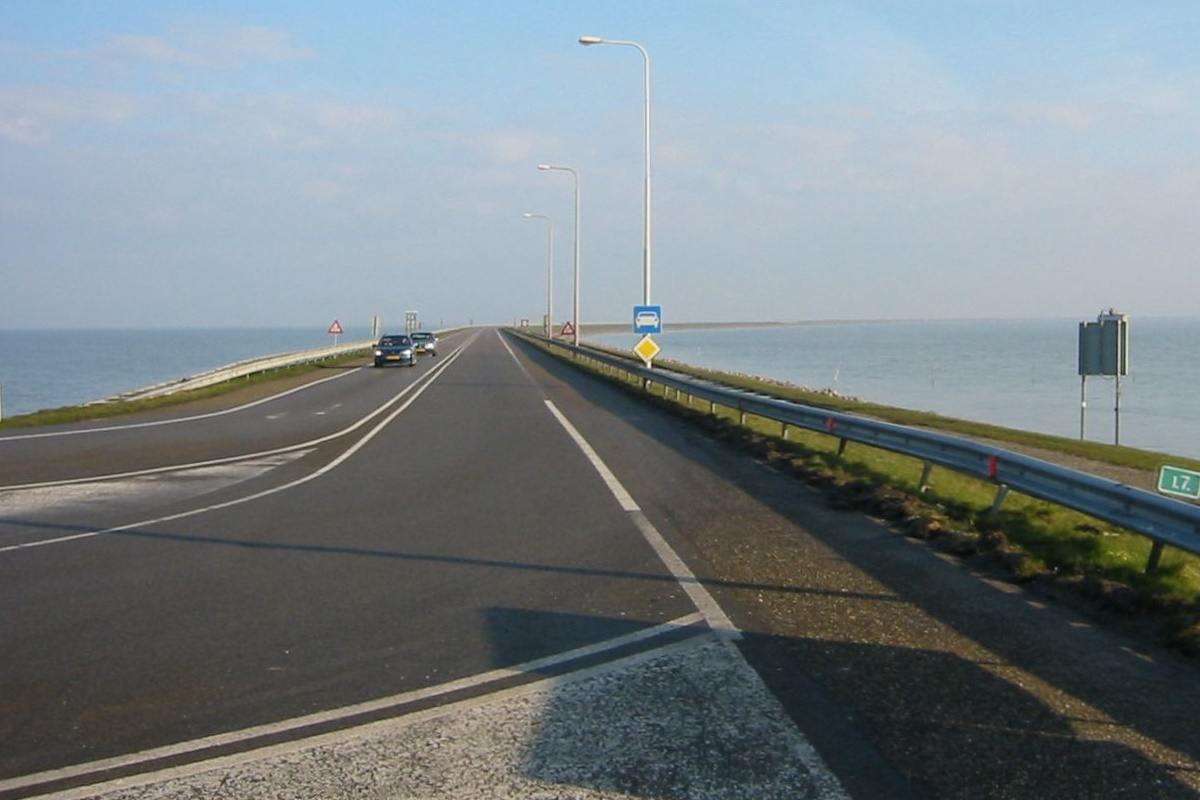
Vista del Houtribdijk, el dique que separa el Markermeer y el IJsselmeer

El lago tiene forma irregular, con sus lados mayores de 40 km y 27 km, y está limitado:
- al noreste, por el IJsselmeer del que le separa el Houtribdijk, o Markerwaarddijk, un dique terminado en 1976 y que conecta las ciudades de Lelystad con Enkhuizen. (El Markermeer está separado hidráulicamente del IJsselmeer, pero su nivel es el mismo: -0,4 m en invierno y -0,2 m y verano, aunque es posible que esta situación cambie en el futuro.)
- al suroreste, por el IJmeer, la zona más interior del Markermeer, que, en 2009, se decidió separar hidráulicamente mediante la construcción de un nuevo dique para evitar los probables efectos en el nivel del mar del calentamiento global.

## Drenaje
Hoy en día el lago se utiliza como un embalse de agua dulce y embalse tapón contra las inundaciones. El agua del Markermeer es vaciada de tres maneras:
- normalmente se drena hacia el cercano IJsselmeer;

- de forma regular, el agua es enviada a los «Randmeren» (lagos de borde) del sur de Flevoland, con el objetivo de utilizar agua limpia para reducir los niveles de nitratos y fosfatos en esa costa;

- durante las grandes mareas, se evacúa a través del canal del Mar del Norte.

## Historia

Ámsterdam y sus alrededores en 1850. La ciudad todavía está dentro del Singelgracht y las grandes aguas, el Haarlemmermeer y el IJ, aún no se han desecado.

Según el plan original del ingeniero Cornelis Lely (1891), esta parte del antiguo Zuiderzee debería haber sido totalmente recuperada, como lo fueron Flevoland y Noordoostpolder, para dar lugar a la formación del Markerwaard. Aunque esta idea vuelve regularmente al debate político, el proyecto de desecamiento de la zona ha sido finalmente abandonado.
Otro proyecto presentado en 1981, el plan Livense, sugirió hacer del Markermeer un embalse de agua para compensar la irregularidad de la generación de electricidad por las turbinas de viento. El agua se bombearía durante los períodos de alta producción y baja demanda de energía eléctrica y se utilizaría luego para generar energía hidroeléctrica durante la demanda pico. El plan también quedó en letra muerta.

### Proyectos
En abril de 2007, el entonces secretario de estado Tineke Huizinga anunció un nuevo proyecto. El nivel de agua del Markermeer se modificaría en anticipación a los cambios ambientales por venir y se construirá una presa para separarlo del IJmeer, lo que dará oportunidades para la construcción de edificios y centros de ocio. El desarrollo está todavía por determinar.
El 14 de mayo de 2009, la Comisión Europea dio su aprobación a la mejora ecológica del Markermeer y del IJmeer.